# Les Zinzins de l'espace
Les Zinzins de l'espace (título internacional oficial: Space Goofs) é uma série de animação francesa de duas temporadas e 104 episódios, criada por Jean-Yves Raimbaud e Philippe Traversat. As etapas de produção da primeira temporada tiveram início nos estúdios da Gaumont em 1996. A segunda temporada teve a sua produção iniciada pela Xilam em 2003, o mesmo ano em que foi pela primeira vez anunciada publicamente. Teve a sua estreia no canal France 3 em 6 de setembro de 1997.
No Brasil e também nos Estados Unidos, a série estreou no extinto Fox Kids (posteriormente Disney XD) no final dos anos 1990. O Locomotion (também já extinto) a transmitiu no início dos anos 2000 como Casa de Mutantes. A Rede Globo exibiu a série animada entre 1999 e 2000 no programa Angel Mix. A segunda temporada, por sua vez, foi transmitida única e exclusivamente pelo Jetix (anteriormente Fox Kids) a partir de agosto de 2006 até o fim definitivo do canal em 2009. Em Portugal, no final dos anos 1990, estreou na RTP1 sob o título Casa para Alugar, tradução literal de Home to Rent (título oficial da série no Reino Unido). A segunda temporada teve a sua emissão feita pelo Panda Biggs em 2011.
Inicialmente, a série apresenta a história de cinco alienígenas (posteriormente passaram a ser apenas quatro) que caíram acidentalmente no planeta Terra, depois de terem a nave destruída por um asteroide. Presos em um ambiente estranho e sem terem escolha para onde ir, todos eles decidem procurar refúgio em uma casa de aluguel mais próxima. Contudo, para a infelicidade deles, na visão deles tal casa é constantemente "invadida" por inquilinos. Enquanto sobrevivem na Terra, criam planos para se livrar dos inquilinos, ao mesmo tempo que pensam em como vão retornar ao seu planeta de origem, Zigma B. Apesar de seus esforços, todos os seus planos fracassam muitas vezes ao decorrer dos episódios.
Da série originou-se Stupid Invaders, um jogo de aventura do estilo "apontar-e-clicar" em que todos os cinco personagens da série são controlados em diferentes fases e seções. Desenvolvido e produzido pela própria Xilam e publicado pela Ubisoft em meados de 2000 para as seguintes plataformas: Microsoft Windows e Mac OS. A versão para o Dreamcast foi lançada em 2001 pela Titanium Studios. Possui versões localizadas em inglês, francês, alemão, italiano, polonês e russo.

## Enredo
Os extraterrestres Etno, Candy, Gorgious, Bud e Stereo são oriundos do planeta Zigma B. Viajavam pelo espaço com o intuito de tirar férias, porém, durante a viagem, a nave se colidiu com um asteróide e acabou por cair acidentalmente na Terra após perder a sua rota e os controles de direção falharem. Eles se refugiaram numa casa de aluguel e a nave se encontra destruída sem chance de conserto. Assim, os cinco decidem ficar até que Etno construa uma nave que funcione para voltar ao planeta natal o mais rápido possível (ele detesta mais a Terra que os outros do seu bando, principalmente graças aos comportamentos desagradáveis dos seres humanos), mas muitas vezes não consegue construir uma que funcione e, nas raras situações em que suas naves funcionam, uma pessoa acaba indo no lugar. Apenas em um episódio da segunda temporada eles viajam numa nave que não se destrói e conseguem voltar para Zigma B com sucesso, porém, encontram todos os humanos que viajaram nas naves de Etno e, para não serem surrados, correm até a nave para salvar as suas vidas e voltam de maneira inconveniente para a Terra, onde continuarão tentando voltar para o seu planeta natal de diversas maneiras.

## Personagens
- Gorgious Klatoo: Um alienígena azul e obeso; é o mais guloso de todos. Pode ser interpretado como uma sátira ao comportamento dos donos de casa dos dias de hoje. O seu passatempo favorito é sentar-se no sofá para assistir às partidas de futebol e comer obsessivamente. De vez em quando, come objetos não comestíveis (como derivados de petróleo). Outra característica peculiar é a sua agressividade; geralmente sugere atitudes violentas para lidar com os seres humanos ou qualquer um que se atreva a tocar na sua comida. Não obstante, pode ser visto como um ótimo companheiro. Ele é quem mais critica as naves defeituosas do Etno.
- Candy Caramella: É um extraterrestre verde e cabeçudo com trejeitos afeminados, que desempenha funções de uma dona de casa; prepara todas as refeições aos alienígenas do bando e possui uma obsessão anormal por limpeza graças à sua mãe. Por essa razão, o seu prazer é fazer faxina com o seu aspirador de pó por toda a casa até que ela fique completamente impecável. Candy se orgulha da sua vasta coleção de calcinhas e certifica-se de que estejam sempre passadas e limpas. Rivaliza-se muitas vezes com o Gorgious, apresentando-se como uma antítese aos seus comportamentos rústicos. Na versão brasileira, o personagem é tratado confusamente como homem ou mulher e possui sotaque nordestino. No jogo Stupid Invaders, é revelado que ele deseja voltar ao seu planeta para realizar uma mudança de sexo (nota: o dublador original não é uma mulher).
- Bud Budiovitch: Alienígena laranja de pescoço longo e olhos esbugalhados. Um dos mais preguiçosos e estúpidos do grupo; passa todo o dia assistindo à televisão (exceto quando está dormindo ou interagindo, obviamente). Por incrível que pareça, os programas de televisão muitas vezes podem ser-lhe úteis, e isso já foi mostrado no episódio "De Volta à Escola", em que uma professora se instala na casa e passa a lecionar por lá. Os seus programas favoritos são "Space Cruisers" (cujos personagens principais foram teletransportados para o mundo real no episódio "Cruiser Espacial ao Resgate"), "S.O.S. Malibu" e "As Aventuras do Inspetor Piolho". Ele não só adora assistir à televisão, como também é completamente obcecado por ela. Na versão brasileira, o personagem ganhou um sotaque mineiro. Constantemente, usa expressões e gírias tradicionais mineiras, como "uai" ou "eita, sô".
- Etno Polino: Alienígena com nariz enorme e vermelho apaixonado pela ciência. É o mais inteligente e, por isso, considera-se o líder da turma. Dedica o seu tempo a realizar experimentos e naves espaciais que possam levar todos ao seu planeta natal. Muitas de suas naves não decolavam ou eram roubadas por inquilinos, entretanto, uma delas já demonstrou ter funcionado no episódio "O Retorno", quando Etno e seus amigos conseguem voltar ao seu planeta natal.
- Stereo Monovici: Alienígena vermelho com duas cabeças (são basicamente irmãos siameses ou xifópagos) e esguio como o Bud. Atua como duas pessoas distintas, pelo fato de suas cabeças terem pensamentos próprios. Ele é o leitor mais ávido do grupo depois do Etno, mas muitas vezes desperdiça a sua inteligência com informações inúteis e pouco confiáveis. Frequentemente ambas as cabeças discutem e brigam, devido às diferenças de opiniões e à sua personalidade implicante. Fazia parte do elenco de personagens principais na primeira temporada; foi removido na segunda temporada por supostamente ser considerado "muito fraco" segundo os produtores da série. Apesar disso, o mesmo já marcou presença em dois episódios da segunda temporada: "UFO" e "Campeões de Outro Mundo", no qual sua presença foi mais notória.

## Transformações
Com a SMTV (Super-Mega-Trans-Voltagem, enquanto na versão brasileira, chama-se Poltrona Modificadora ou Poltrona Transformadora), uma das invenções de sucesso do Etno, os alienígenas podem transformar-se em seres humanos ou em outras criaturas, ou então, misturar-se e formar um só.

## As diferenças entre as duas temporadas
A segunda temporada foi o restabelecimento da série em si, trazendo diversas mudanças ao paradigma da mesma, sendo a mais notória e curiosa delas a ausência quase completa do personagem Stereo, por ter sido supostamente considerado "muito fraco" pelos produtores da série. Assume um estilo artístico diferente, mais animado e mais consistente, dando uma nova cara ao desenho, com personagens e os cenários sendo redesenhados e utilizando uma paleta de cores mais clara. O elenco de vozes sofre uma drástica alteração, com as vozes de Bud, Etno, Candy e Stero sendo substituídas e participação de mais um dublador para as vozes adicionais. Também é notória a mudança das características dos personagens, tornando-se mais distinguíveis e expressivas em relação à primeira temporada.
Há diferença entre a primeira e a segunda abertura: primeiramente, muda-se o logotipo da Gaumont pela Xilam, o Stereo é retirado, Gorgious assume o volante no lugar de Candy e os alienígenas correm diretamente para casa, em vez de ficarem fora dela, estando ao lado do letreiro da série como mostrado na primeira abertura.

## Elenco

### Dublagem original (francesa)
Primeira temporada (1997-1998)
- Peter Hudson : Etno
- Éric Le Roch : Candy Caramella
- Marc Bretonnière : Bud Budiovitch
- Patrick Préjean : Gorgious Klatoo
- Antoine Tomé : Stereo Monovici
- Jean-Claude Donda : Vozes adicionais

Segunda temporada (2005-2006)
- Bernard Alane: Etno Polino
- Éric Métayer: Candy Caramella e Bud Budiovitch
- Patrick Préjean: Gorgious Klatoo
- Patrick Guillemin: Stereo Monovici
- Jean-Claude Donda: Vozes adicionais
- Gérard Surugue: Vozes adicionais

### Dublagem norte-americana
- Charles Adler: Candy Caramella
- Danny Mann: Gorgious Klatoo
- Jeff Bennett (primeira temporada) e Louis Garneau (segunda temporada): Bud Budiovitch e Stereo Monovici
- Maurice LaMarche: Etno Polino

### Dublagem brasileira
A nova versão da série foi dublada em São Paulo, no Estúdio Centauro.
- Ivo Roberto ("Tatu"): Candy Caramella
- Cassius Romero: Gorgious Klatoo
- César Marchetti: Bud Budiovitch
- Fábio Moura: Etno Polino

## Merchandising

### Jogos
Em 1999, um ano depois do encerramento da primeira temporada, foi anunciado que a série receberia um jogo de aventura no estilo point-and-click chamado Stupid Invaders (tradução literal: Invasores Estúpidos), com os eventos girando em torno da premissa da série e os personagens principais seriam exatamente os mesmos, com a inclusão dos personagens Dr. Sakarine e Bolok como antagonistas (que já tiveram aparições em episódios da primeira temporada, mas com nomes diferentes). Foi desenvolvido pela Xilam (a mesma produtora da série) e lançado pela Ubisoft para o Windows e Mac OS em 2000. A versão para o Dreamcast, por sua vez, foi lançada em 2001 pela Titanium Studios. O desenvolvimento do jogo começou primeiramente na Gaumont através da Gaumont Multimédia antes do estúdio ter sido encerrado pela Gaumont em 1999 e seria lançado originalmente em dezembro de 1999.
Em 25 de janeiro de 2012, a 3DDUO lança o jogo Les Zinzins de l'Espace: Panique au Grenier para o Facebook. Atualmente se encontra inacessível. Da última vez, ainda se encontrava na versão beta.

### História em quadrinhos
Em 10 de março de 2006, a série ganhou adaptações de histórias em quadrinhos. Apenas dois volumes foram comercializados pela editora Jungle.

### Filme
Uma animação de computação gráfica baseada na série original vinha sendo produzida desde 2005 pela Action Synthèse, em parceria com a Xilam. A data de lançamento foi planejada para o segundo trimestre de 2009, mas não chegou a ser lançado. Em 2013, a produtora do filme, Action Synthèse, entrou em falência, deixando incerto o seu destino. Desde então, o projeto encontra-se engavetado.
O trailer do filme ainda pode ser visto através do canal oficial no YouTube.

## Exibição

### França
- France 3
- Gulli
- Canal J
- Boing

### Canadá
- Teletoon (1ª temporada)

### Estados Unidos
- Fox Kids (1997-1999)
- Fox Family Channel (1998-1999)

### Austrália
- Fox Kids (1998)
- Nickelodeon (2006)

### Indonésia
- ANTV (2005)

### Índia
- Hungama TV (2012)
- Disney XD (2013 - 2015)
- Sony Yay! (2017 - presente)

### Itália
- Itália 1 (1999)
- Hiro (2011)
- K2 (2014)
- Frisbee

### Reino Unido
- Channel 4 (1997) (Apenas foi exibida a antiga série Home to Rent)
- Fox Kids (1997–1999)
- Nicktoons (2005–2008)
- Nickelodeon (2008-2009)

### Alemanha
- ProSieben
- KI.KA
- Junior

### Malásia
- TV3

### Macedônia
- Kanal 5

### América Latina
- Locomotion (1ª Temporada)

#### Argentina
- Magic Kids (1ª temporada)

#### Brasil
- Fox Kids (1ª temporada)
- Rede Globo (1ª temporada)
- Locomotion (1ª temporada)
- Jetix (2006-2009) (2ª temporada)

#### Venezuela
- Radio Caracas Televisión

### Portugal
- RTP1 (1ª temporada)
- Panda Biggs (2ª temporada)